# Lago Ramsko
O lago Ramsko (Ramsko Jezero) é um lago artificial (albufeira) da Bósnia e Herzegovina. 
O lago era sobretudo uma área agrícola até 1968, quando foi construída uma barragem.